# 사축 메르카토르 도법

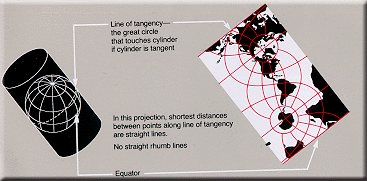
사축 메르카토르도법

사축 메르카토르도법(斜軸-圖法, oblique Mercator projection)은 적도 대신 지구본을 비스듬히 기울여서 투영하는 메르카토르 도법이다. 그러나 실제로 지구는 타원체이기 때문에 여러 버전이 있다.

## 구에서의 도법
구에서의 도법은 단순히 지구본을 기울여서 투영한다.

### 공식
임의의 대권은 항상 위도가 최대가 되는 지점이 존재한다. 특히, 그 대권이 경선이 아니라면(즉, 그러한 점이 극점이 아니라면), 그 지점에서 대권의 방향은 정동·정서 방향이 된다. 기준으로 삼은 대권에 대해 그러한 점의 경도와 위도를 각각 {\displaystyle \lambda _{0}}, {\displaystyle \phi _{0}}라 하고, 대상 지점의 경도와 위도를 각각 {\displaystyle \lambda }, {\displaystyle \phi }라 하면, 다음과 같이 나타낼 수 있다.
{\displaystyle {\begin{aligned}x&=\mathrm {atan2} (\cos \phi \sin(\lambda -\lambda _{0}),\sin \phi _{0}\sin \phi +\cos \phi _{0}\cos \phi \cos(\lambda -\lambda _{0}))\\y&={\frac {1}{2}}\log {\frac {1+\cos \phi _{0}\sin \phi -\sin \phi _{0}\cos \phi \cos(\lambda -\lambda _{0})}{1-\cos \phi _{0}\sin \phi +\sin \phi _{0}\cos \phi \cos(\lambda -\lambda _{0})}}\end{aligned}}}
특수한 경우로, {\displaystyle \phi _{0}=0}인 경우 종축 메르카토르 도법이 되고, {\displaystyle \phi _{0}=\pm {\frac {\pi }{2}}}인 경우 {\displaystyle \lambda =\lambda _{0}}를 기준경선으로 하는 횡축 메르카토르 도법이 된다.

#### 증명
위도와 경도로 나타내어진 구면좌표계를 3차원 직교좌표계로 변환하자.
{\displaystyle {\begin{cases}X=\cos \phi \cos(\lambda -\lambda _{0})\\Y=\cos \phi \sin(\lambda -\lambda _{0})\\Z=\sin \phi \end{cases}}}
여기서, {\displaystyle (\cos \phi _{0},0,\sin \phi _{0})\mapsto (1,0,0),(0,1,0)\mapsto (0,1,0)}인 회전변환은 다음과 같다.
{\displaystyle T={\begin{pmatrix}\cos \phi _{0}&&\sin \phi _{0}\\&1\\-\sin \phi _{0}&&\cos \phi _{0}\end{pmatrix}}}
이제 {\displaystyle T{\begin{pmatrix}X\\Y\\Z\end{pmatrix}}={\begin{pmatrix}X'\\Y'\\Z'\end{pmatrix}}}라 하고, 종축 메르카토르 도법의 공식인 {\displaystyle x=\mathrm {atan2} (Y,X),y={\frac {1}{2}}\log {\frac {1+Z}{1-Z}}}에 {\displaystyle (X,Y,Z)} 대신 {\displaystyle (X',Y',Z')}을 대입하면 위의 식이 얻어진다.

## 회전 타원체의 도법
회전 타원체에서의 도법은 여러 종류가 있다.
구에서의 도법을 이용하여 회전 타원체를 등각사상으로 구에 옮긴 다음 구에서의 도법을 이용하는 이중 투영법과, 이것을 개량하여 회전 타원체에서 표준 측지선을 따라서 지도의 축척이 거의 정확한 새로운 사축 메르카토르 도법, 이것을 개량하여 표준 측지선을 따라서 지도의 축척이 완전히 정확한 도법등이 있다.

## 위성사진의 도법
공간 사축 메르카토르 도법(Space-oblique Mercator projection)은 위성사진을 위해 만들어진 도법이다.

## 같이 보기
- 메르카토르 도법
- 횡축 메르카토르 도법
- 공간 사축 메르카토르 도법
- 축척